# 鬼虎
鬼虎（？—1522年）是琉球第二尚氏王朝時期與那國島的一位豪族（按司）。根據與那國島民間的傳說，鬼虎出生於宮古島，擁有蛇足，身高一丈五寸。鬼虎自幼即擁有很深的洞察能力。與那國島的長者看到鬼虎的才能，將其帶到了與那國島並撫養長大。後來，鬼虎成為了與那國島的一名按司。
當時，琉球王國開始強盛，並利用先島地區兩位酋長遠彌計赤蜂和仲宗根豐見親之間的矛盾向南擴張領土。15世紀末，在尚真王的支持下，宮古島酋長仲宗根豐見親入侵與那國島，為鬼虎和女酋長榕樹磯波（サンアイ・イソバ）擊退。
但在1500年，尚真王派遣軍隊攻滅了八重山的遠彌計赤蜂。鬼虎知琉球的勢力必將擴張到與那國島，因此反對受琉球王府的支配。尚真王即於1522年下令仲宗根豐見親前往討伐。仲宗根豐見親得知鬼虎性格暴虐且貪於酒色，將多良間島的和姐妹二人獻給了鬼虎。鬼虎十分高興，在高山上擺下酒宴，招待仲宗根豐見親一行。在姐妹二人的勸酒下，鬼虎大醉。仲宗根豐見親趁機殺死了他，平定了與那國島。
鬼虎死後，他的寶刀「治金丸」被仲宗根豐見親所據有，並獻給了尚真王，成為第二尚氏王族的傳世之寶。鬼虎的女兒被仲宗根豐見親擄至宮古島。仲宗根豐見親脅迫她嫁給自己的兒子，鬼虎的女兒隨後自殺而死。
多良間島的舞踊「多良間八月踊」中，有一組名為「忠臣仲宗根豐見親組」的組踊，即根據仲宗根豐見親平定鬼虎之亂的故事編成。